# Акционерное соглашение
Акционерное соглашение (англ. shareholders' agreement) — это соглашение, которое заключается между всеми или несколькими акционерами или между акционерами (всеми или несколькими) и акционерным обществом, и регулирует широкий спектр вопросов, связанных с управлением обществом, обращением акций, решением конфликтных ситуаций и другим.
В российском законодательстве акционерное соглашение определяется как договор об осуществлении прав, удостоверенных акциями, и (или) об особенностях осуществления прав на акции .
Акционерным соглашениям присущи следующие признаки:
- позволяют самостоятельно урегулировать отношения между акционерами;
- имеют «непубличный» характер;
- не позволяют изменения своих условий без согласия всех участников;
- являются необязательными для акционеров, не являющихся их сторонами[2].

Акционерное соглашение является разновидностью корпоративного договора , заключаемого между акционерами общества, посредством чего заранее договариваются их взаимные обязательные действия либо воздержания при наступлении определенных обстоятельств в процессе реализации их корпоративных прав. Предметом данного соглашения является корпоративное управление .

## Виды акционерных соглашений
Акционерные соглашения классифицируются по следующим основаниям:
- вид корпорации: публичное или непубличное общество;
- срок: определенный срок, бессрочный;
- субъектный состав: все акционеры, часть акционеров.
- акционерное участие: все либо часть акций, принадлежащих стороне соглашения.

## Стороны и содержание акционерного соглашения

### Россия
Сторонами акционерного соглашения выступают действующие акционеры.
По акционерному соглашению его стороны обязуются осуществлять определенным образом права, удостоверенные акциями, и (или) права на акции и (или) воздерживаться (отказываться) от осуществления указанных прав. Акционерным соглашением может быть предусмотрена обязанность его сторон ,:
- голосовать определенным образом на общем собрании акционеров, согласовывать вариант голосования с другими акционерами; 
- приобретать или отчуждать акции по заранее определенной цене и (или) при наступлении определенных обстоятельств, воздерживаться (отказываться) от отчуждения акций до наступления определенных обстоятельств;
- осуществлять согласованно иные действия, связанные с управлением обществом, с деятельностью, реорганизацией и ликвидацией общества .
Положениями акционерного соглашения выступают :
дата заключения и дата вступления в силу акционерного соглашения;
дата прекращения действия акционерного соглашения (срок действия акционерного соглашения);
количество акций, принадлежащих лицам, заключившим акционерное соглашение;
количество обыкновенных акций общества, предоставляющие соответствующему лицу возможность распоряжаться голосами на общем собрании акционеров;
порядок приобретения и отчуждения акций акционерами;
порядок совершения согласованных действий, связанных с корпоративным управлением общества;
гарантии и заверения, а также способы обеспечения исполнения обязательств;
ответственность за нарушение условий акционерного соглашения;
и другие условия :

### Украина
В части управления акционерным обществом:
- обязательность явки акционеров, подписавших её, на общее собрание;
- обязательность голосования акционеров по определённым вопросам;
- особый порядок выдвижения и избрания членов наблюдательного совета и правления.

В вопросах, связанных с отчуждением акций:
- преимущественное право акционеров, заключивших соглашение, на приобретение акций других подписантов соглашения;
- запрет на отчуждение акций в течение определённого времени;
- обязательность продажи акций в определённых случаях.

Вопросы связанные с решением конфликтных ситуаций.
Вопрос финансирования деятельности компании.
Вопрос распределения прибыли.

### Казахстан
В Казахстане легального определения понятия «корпоративный договор» не существует . Однако, в специальном законе Республики Казахстан «Об инвестиционных и венчурных фондах» его следующие разновидности предусмотрены: акционерное соглашение и договор об осуществлении прав товарищества. Участниками акционерного соглашения могут быть акционеры акционерного общества, общества, являющегося венчурным фондом или лицом, для деятельности которого предоставляется венчурное финансирование.
Акционерным соглашением могут быть предусмотрены обязанности его сторон:
голосовать определенным образом на общем собрании акционеров,
согласовывать вариант голосования с другими акционерами,
приобретать или отчуждать акции по заранее определенной цене и (или) при наступлении определенных обстоятельств,
воздерживаться (отказываться) от отчуждения акций до наступления определенных обстоятельств,
осуществлять согласованно иные действия, связанные с управлением обществом, его деятельностью, реорганизацией и ликвидацией общества .

### Беларусь
Сторонами акционерного соглашения являются акционеры акционерного общества .
Акционерным соглашением может быть предусмотрена обязанность его сторон голосовать определенным образом на общем собрании акционеров, согласовывать вариант голосования с другими акционерами, приобретать или отчуждать акции по заранее определенной цене и (или) при наступлении определенных обстоятельств, воздерживаться от отчуждения акций до наступления определенных обстоятельств, а также осуществлять согласованно иные действия, связанные с управлением акционерным обществом, деятельностью, реорганизацией и ликвидацией этого общества.
Предметом акционерного соглашения не могут быть обязательства стороны акционерного соглашения голосовать согласно указаниям органов управления акционерного общества, в отношении которого заключено данное соглашение.

### Англия
Сторонами акционерных соглашений в английском правопорядке (shareholders’ agreement) могут выступать не только акционеры, но и сама корпорация. Само по себе акционерное соглашение отчасти рассматривается как квазипартнерство внутри существующей корпорации (Ebrahimi v Westbourne Galleries Ltd [1973] AC 360 (дело о правах миноритарных акционеров).).
Акционерные соглашения по правопорядку Англии имеют существенные преимущества наряду с российским правовым режимом, среди которых возможность конфиденциального заключения акционерного соглашения, а также возложение большего объема обязанностей на акционеров, нежели как это определяется в уставе корпорации. В соглашение акционеров допускается определение размера заработной платы менеджмента и порядка его пересмотра; установление ограничений прав акционеров на конкурирование с корпорацией как лично, так и через аффилированных лиц, в том числе по географии рынка; запрет акционерам на работу на ключевых постах в корпорации.
Акционерным соглашением могут быть предусмотрены такие положения, как:
учреждение корпорации и внесение вкладов в акционерный капитал;
вопросы корпоративного управления и порядок голосования по определенным вопросам;
вопросы распоряжения акциями, способы разрешения корпоративных конфликтов («deadlock»).
Выделяется диспозитивный характер определения условий конкретного корпоративного договора, заключающийся в том, что предмет соглашения участников компании практически не ограничен .

### Германия
В Германии участниками акционерного соглашения могут быть акционеры. Вопрос о том, что могут ли акционеры в целом связывать себя указаниями третьих лиц? Оспаривается в немецком праве. Некоторые считают, что соглашения с лицами, не являющимися акционерами, налагают запрет на разделе доли и право голоса на общем собрании из-за долга лояльности в осуществлении права голоса. Большинство в научных кругах считают, что также соглашения акционеров с лицами, не являющимися акционерами, должны быть приняты. Даже если такие соглашения будут приняты, в то время как акционерные соглашения между акционерами рассматриваются как гражданско-правовые товарищества, соглашения с третьими сторонами будут в основном представлять собой агентские или доверительные отношения. Для соглашений о голосовании в партнерства нет обязательных обязательств перед третьими сторонами .
Акционерные соглашения обычно содержат положения, касающиеся:
• Предполагаемое экономическое развитие компании;
• Положения о финансировании;
• Координация права голоса (например, механизм разрешения взаимоблокировок);
• Состав органа управления;
• Передача акций, в частности, ограничение возможности передачи, колл-опционы или пут-опционы (tag-along or drag-along) или положения об изменении контроля, такие как механизмы маркировки или перетаскивания .

### Китай
Акционерное соглашение является обязательным только для акционеров. Как правило, акционерное соглашение не имеет обязательной силы и не подлежит принудительному исполнению в отношении третьих лиц. Однако, согласно Закону КНР о компаниях, если акционером является физическое лицо, правопреемник может унаследовать положение акционера после смерти акционера, если иное не предусмотрено внутренними законами компании .
В Китае 15 марта 2019 г. Всекитайское собрание народных представителей КНР обнародовало Закон КНР об иностранных инвестициях (FIL), который вступил в силу 1 января 2020 г. вместе с подзаконными актами и различными другими вспомогательными документами, касающимися иностранных инвестиций. Для китайско-иностранных совместных предприятий, в которых есть как минимум один иностранный и один китайский акционер, и WFOE, в которых есть два или более иностранных акционера, основными документами, регулирующими уставные механизмы и повседневную деятельность компании, являются: договор о совместной деятельности/акционерное соглашение (фактически это один и тот же документ, может отличаться только название).
Акционерные соглашения обычно содержат положения, касающиеся:
Цель и масштаб предприятия;
Положения о прекращении действия;
Ограничительные условия;
Право назначать и смещать директоров;
Кворум для собраний совета директоров и акционеров;
Процедуры собраний акционеров;
решающий голос Председателя;
Положения об уведомлении;
Положения о передаче акций (включая преимущественное право покупки) (дополнительно может быть предусмотрено в уставе);
Защита меньшинств (право вето, право на вторжение и т. д.) (права на совместное использование часто оговариваются только в договоре о совместном предприятии/соглашении акционеров);
Перетащите права (дополнительно может быть предусмотрено в уставе ) .

## Проблемы с выполнением на Украине
Рекомендации ВХСУ № 04-5/14 от 28.12.2007 содержат вывод о том, что вопросы корпоративного управления можно регулировать соглашением, заключаемым между акционерами, только в случаях, прямо предусмотренных законом. Такие соглашения не могут изменять положений закона или устава общества, ограничивать права других акционеров. В случае, если положения соглашения противоречат этому требованию, то они могут быть признаны судом недействительными.
Схожую позицию занял и Пленум ВСУ в постановлении от 24.10.2008 года № 13. Согласно ему нормы, регулирующие отношения между учредителями (участниками) хозяйственных обществ по формированию их органов, определение их компетенции, процедуры созыва общего собрания и определение порядка принятия решений на собрании являются императивными, а их несоблюдение является нарушением общественного порядка. Также Пленум признал ничтожными акционерные соглашения, предусматривающие подчинение отношений по управлению обществом иностранному праву и запретил передавать корпоративные споры, связанные с деятельностью украинских хозяйственных обществ на рассмотрение международным коммерческим арбитражным судам.

## Способы заключения акционерных соглашений

### Россия
По российскому законодательству акционерное соглашение заключается по взаимному согласию между всеми либо несколькими акционерами АО. Корпоративным законодательством в ст. 32.1 Закона об АО определена конкретная форма соглашения - "путем составления одного документа", следовательно, заключение акционерного соглашения невозможно посредством обмена письмами, телеграммами, телексами, телефаксами и иными документами, в том числе электронными документами, передаваемыми по каналам связи, позволяющими достоверно установить, что документ исходит от стороны по договору (п. 2 ст. 434 Гражданского кодекса РФ) .
Акционеры общества, заключившие акционерное соглашение, обязаны уведомить общество о факте его заключения не позднее 15 дней со дня его заключения. По соглашению сторон акционерного соглашения уведомление обществу может быть направлено одной из его сторон. В случае неисполнения данной обязанности акционеры общества, не являющиеся сторонами акционерного соглашения, вправе требовать возмещения причиненных им убытков (п. 4.1. ст.32.1 Закона об акционерных обществах) .

### Украина
- заключение соглашений между иностранными акционерами акционерных обществ. Оно позволяет выполнить соглашение за пределами государства и в соответствии с законодательством страны, которую выбирают стороны.
- заключение соглашений по вопросам, возможность урегулирования которых на уровне соглашений между акционерами прямо или косвенно предусмотрена законодательством или урегулирование которых на уровне акционерных соглашений прямо не запрещено судами.

### Беларусь
Акционерное соглашение заключается в письменной форме путем составления одного документа, подписанного сторонами. Акционерное соглашение должно быть заключено в отношении всех акций, принадлежащих стороне акционерного соглашения.
Не позднее чем за три дня до проведения общего собрания акционеров стороны обязаны уведомить акционерное общество о заключении ими акционерного соглашения (внесении в него изменений и (или) дополнений). В случае, если акционерное соглашение заключено в срок менее трех дней до даты проведения общего собрания акционеров, акционерное общество должно быть уведомлено об этом в день заключения акционерного соглашения, но до проведения общего собрания акционеров (ст. 90.1 Закона Республики Беларусь о хозяйственных обществах).

### Казахстан
В Законе Республики Казахстан «Об инвестиционных и венчурных фондах» предусматривается, что акционерное соглашение акционерами венчурного фонда АО заключается в письменной форме путем составления одного документа, подписанного сторонами .

### Англия
В Англии Акционерное соглашение, как правило, является частным документом, который не нужно регистрировать. На практике акционерные соглашения редко регистрируются публично. Но строго акционерное соглашение между всеми акционерами должно быть зарегистрировано, если оно противоречит уставу общества или невозможно толковать без ссылки на акционерное соглашение. Если договором предусмотрено, что в случае противоречия уставу акционеры используют свое право голоса для внесения изменений в устав, то требования о регистрации договора не возникает. Это связано с тем, что соглашение само по себе не изменяет статьи, и это положение не нужно было бы принимать в качестве специального решения, если бы оно не было согласовано всеми акционерами (что является проверкой в разделе 29 (1) (b).) Закона о компаниях 2006 г. относительно возможности регистрации соглашения) .

### Германия
Акционерное соглашение само по себе не подчиняется каким-либо формальным требованиям. Однако, для целей документирования они обычно оформляются в письменной форме. Формальное требование может применяться, если статутный закон преддусматривает конкретную форму для некоторого содержания акционерного соглашения (например, обязательство по передаче акций в обществе с ограниченной ответственностью).
	Кроме того, заключение акционерного соглашения в отношении публичного общества (акционерного общества) может повлечь за собой обязанность по уведомлению сторон об этой компании (если они перечислены, в Федеральном управлении финансового надзора Германии (BaFin)). Это проявляется в случае, когда некоторые акционеры соглашаются совместно осуществлять свои права и влияние в качестве акционеров этой компании, в этом случае соглашение акционеров является основу для так называемых «согласованных действий», в результате которых каждой стороне приписывается владение акциями всех других сторон для целей расчета подлежащих уведомлению пакетов акций .

## Ответственность сторон акционерного соглашения

### Россия
В случае нарушения условиях корпоративного договора наступают соответствующие юридические последствия.
Так, в России акционерным соглашением могут предусматриваться способы обеспечения исполнения обязательств, вытекающих из акционерного соглашения, и меры гражданско-правовой ответственности за неисполнение или ненадлежащее исполнение таких обязательств. Права сторон акционерного соглашения, основанные на этом соглашении, в том числе права требовать возмещения причиненных нарушением соглашения убытков, взыскания неустойки (штрафа, пеней), выплаты компенсации (твердой денежной суммы или суммы, подлежащей определению в порядке, указанном в акционерном соглашении) или применения иных мер ответственности в связи с нарушением акционерного соглашения, подлежат судебной защите.
По смыслу статьи 67.2 ГК РФ условиями корпоративного договора может быть предусмотрено право на односторонний отказ от исполнения обязательств для любого из его участников .
Пунктом 1 статьи 174 ГК РФ установлены два условия для признания сделки недействительной: сделка совершена с нарушением ограничений, установленных учредительным документом (иными корпоративными документами) или договором с представителем, и противоположная сторона сделки знала или должна была знать об этом. При этом не требуется устанавливать, нарушает ли сделка права и законные интересы истца каким-либо иным образом .

### Беларусь
В Беларуси нарушение акционерного соглашения не может являться основанием для признания недействительными решений органов управления акционерного общества .

### Казахстан
Акционерным соглашением между акционерами венчурного фонда АО могут предусматриваться способы обеспечения исполнения обязательств, вытекающих из акционерного соглашения, и меры гражданско-правовой ответственности за неисполнение или ненадлежащее исполнение таких обязательств.
Права сторон акционерного соглашения, основанные на этом соглашении, в том числе права требовать возмещения причиненных нарушением соглашения убытков, взыскания неустойки (штрафа, пени), выплаты компенсации (твердой денежной суммы или суммы, подлежащей определению в порядке, указанном в акционерном соглашении) или применения иных мер ответственности в связи с нарушением акционерного соглашения, подлежат судебной, арбитражной и иной защите, предусмотренной законодательством Республики Казахстан .

### Англия
Как правило, положения акционерного соглашения или устава, которые нарушают закон о компаниях, будут недействительными, хотя и не всегда. Например, если стороны подпишут на акции корпорации с уступкой конкретному акционеру в соответствии с акционерным соглашением в нарушение статьи 580. Согласно Закону о компаниях 2006 г., распределение не является недействительным (но получатель обязан выплатить недостающую сумму с процентами). Кроме того, если акционер, который является директором, соглашается в соглашении акционеров отказаться от своих полномочий в качестве директора в пользу кого-то другого, пункт, вероятно, не будет недействительным, но директор будет нести ответственность за нарушение обязанностей (если это положение было в уставе, однако, это было бы недействительным) .

### Китай
Если существует какое-либо несоответствие между договором о совместном предприятии/соглашением акционеров и уставом, в законодательстве КНР ничего не говорится о том, какой документ имеет преимущественную силу.
Сторона, может обеспечить принудительное исполнение конституционных документов против стороны, нарушившей обязательства по акционерному соглашению, в соответствии с их условиями. Средства правовой защиты, на которые может претендовать сторона, не нарушившая обязательства, включают, в зависимости от соответствующих учредительных документов, например, конкретное исполнение, возмещение убытков, заранее оцененные убытки, отзыв решения акционеров/совета директоров, права опциона колл или пут или прекращение и роспуск Китайско-иностранное совместное предприятие или WFOE .